# Tudor Pro Cycling Team/Saison 2025
Diese Liste beschreibt die Mannschaft und die Erfolge des Radsportteams Tudor Pro Cycling in der Saison 2025.

## Mannschaft
| Teamkader 2025           | Teamkader 2025     | Teamkader 2025     | Teamkader 2025                      |
| Name                     | Geburtsdatum       | Land               | Vorheriges Team                     |
| ------------------------ | ------------------ | ------------------ | ----------------------------------- |
| Julian Alaphilippe       | 11. Juni 1992      | Frankreich         | Soudal Quick-Step (2024)            |
| Marco Brenner            | 27. August 2002    | Deutschland        | Team DSM-Firmenich (2023)           |
| Alberto Dainese          | 25. März 1998      | Italien            | Team DSM-Firmenich (2023)           |
| Arvid de Kleijn          | 21. März 1994      | Niederlande        | Human Powered Health (2022)         |
| Jacob Eriksson           | 1. Oktober 1999    | Schweden           | Riwal Cycling Team (2022)           |
| Lucas Eriksson           | 10. April 1996     | Schweden           | Riwal Cycling Team (2022)           |
| Robin Froidevaux         | 17. Oktober 1998   | Schweiz            | Akros-Excelsior-Thömus (2020)       |
| Marco Haller             | 1. April 1991      | Österreich         | Red Bull-Bora-Hansgrohe (2024)      |
| Miká Heming              | 6. April 2000      | Deutschland        | ATT Investments (2022)              |
| Marc Hirschi             | 24. August 1998    | Schweiz            | UAE Team Emirates (2024)            |
| Petr Kelemen             | 18. November 2000  | Tschechien         | Elkov-Kasper (2021)                 |
| Arthur Kluckers          | 15. März 2000      | Luxemburg          | Leopard Pro Cycling (2022)          |
| Sebastian Kolze Changizi | 29. Dezember 2000  | Dänemark           | ColoQuick (2022)                    |
| Alexander Krieger        | 28. November 1991  | Deutschland        | Alpecin-Deceuninck (2023)           |
| Fabian Lienhard          | 3. September 1993  | Schweiz            | Groupama-FDJ (2024)                 |
| Marius Mayrhofer         | 18. September 2000 | Deutschland        | Team DSM-Firmenich (2023)           |
| Aivaras Mikutis          | 16. September 2002 | Litauen            | Tudor Pro Cycling U23 (2024)        |
| Rick Pluimers            | 7. Dezember 2000   | Niederlande        | Jumbo-Visma Development Team (2022) |
| Mathys Rondel            | 23. September 2003 | Frankreich         | Tudor Pro Cycling U23 (2024)        |
| Michael Storer           | 28. Februar 1997   | Australien         | Groupama-FDJ (2023)                 |
| Florian Stork            | 27. April 1997     | Deutschland        | Team DSM-Firmenich (2023)           |
| Joel Suter               | 25. Oktober 1998   | Schweiz            | UAE Team Emirates (2022)            |
| Roland Thalmann          | 5. August 1993     | Schweiz            | Team Vorarlberg (2022)              |
| Matteo Trentin           | 2. August 1989     | Italien            | UAE Team Emirates (2023)            |
| Yannis Voisard           | 26. Juli 1998      | Schweiz            | Akros-Thömus (2019)                 |
| Lawrence Warbasse        | 28. Juni 1990      | Vereinigte Staaten | Decathlon-AG2R La Mondiale (2024)   |
| Fabian Weiss             | 11. April 2002     | Schweiz            | Tudor Pro Cycling U23 (2024)        |
| Hannes Wilksch           | 30. Oktober 2001   | Deutschland        | Tudor Pro Cycling U23 (2023)        |
| Luc Wirtgen              | 7. Juli 1998       | Luxemburg          | Bingoal Pauwels Sauces WB (2022)    |
| Maikel Zijlaard          | 1. Juni 1999       | Niederlande        | VolkerWessels Cycling Team (2022)   |
|                          |                    |                    |                                     |
| Quelle: ProCyclingStats  |                    |                    |                                     |

## Siege
| Siege    | Siege                  | Siege      | Siege  | Siege          | Siege |
| Datum    | Rennen                 | Staat      | Klasse | Sieger         |       |
| -------- | ---------------------- | ---------- | ------ | -------------- | ----- |
| 26. Jan. | Gran Premi València    | Spanien    | 1.1    | Marc Hirschi   |       |
| 1. Feb.  | Trofeo Lloseta-Andratx | Spanien    | 1.1    | abgesagt       |       |
| 7. Feb.  | Muscat Classic         | Oman       | 1.1    | Rick Pluimers  |       |
| 15. Mär. | Paris–Nizza, 7. Etappe | Frankreich | 2.UWT  | Michael Storer |       |

## UCI-Weltranglisten-Platzierungen
| UCI-Ranking | UCI-Ranking | UCI-Ranking | UCI-Ranking |
| Fahrer      | Fahrer      | Land        | Punkte      |
| ----------- | ----------- | ----------- | ----------- |